# She Said She Said
是一首披头士乐队的歌曲，收录于他们1966年的专辑中，由约翰·列侬创作（署名为列侬-麦卡特尼）。列侬将其称为“一首嗑药歌”，歌词的灵感来源为彼得·方达于1965年和披头士成员及飞鸟乐队成员一同吸食LSD期间的一番话。

## 脚注
1. ↑  Lachman, Gary. . : 281. ISBN 0-9713942-3-7.
2. ↑  Howard, David. . 2004: 24. ISBN 0-634-05560-7.
3. ↑  Sheff 2000，第179–180頁.
4. ↑  Miles 1997，第288頁.
5. ↑  Wenner 2000，第51–52頁.